# 轟駅
轟駅（どめきえき）は、福井県吉田郡永平寺町轟にある、えちぜん鉄道勝山永平寺線の駅である。駅番号はE15。

## 歴史
- 1914年（大正3年）2月11日：京都電燈越前電気鉄道の新福井駅 - 市荒川駅（現在の越前竹原駅）間開業に伴い[3][4]、駅開設[1][2]。
- 1942年（昭和17年）3月2日：京福電気鉄道（京福）設立に伴い[5]、同社の越前線（後の越前本線）の駅となる[4]。
- 2001年（平成13年）6月24日：列車正面衝突事故が発生（京福電気鉄道越前本線列車衝突事故）[6]。これに伴う全線運行休止により休業[7][8]。
- 2003年（平成15年）
  - 2月1日：京福がえちぜん鉄道に駅施設を譲渡[8]。同社の勝山永平寺線の駅となる[2]。
  - 10月19日：永平寺口駅 - 勝山駅間の運行再開に伴い、駅業務を再開[8]。

## 駅構造
相対式ホーム2面2線を有する地上駅で無人駅である。駅舎は北側にありホーム間は構内踏切で連絡している。勝山側のポイントにシェルターが設置されている。また、当駅から勝山駅まで、当駅を含む列車交換が可能な4駅（轟・山王・越前竹原・発坂の各駅）にそれぞれシェルターが設置されている。
駅名になっている「轟」は難読駅名のひとつとなっており、当駅近くを流れる九頭竜川の轟音の轟く（どめく）が由来とされる。
| のりば | 路線          | 方向 | 行先                            |
| ------ | ------------- | ---- | ------------------------------- |
| 1      | ■勝山永平寺線 | 下り | かつやま方面 (勝山方面)         |
| 2      | ■勝山永平寺線 | 上り | ふくい方面 (永平寺口・福井方面) |

## 利用状況
1日の平均乗降人員は以下のとおりである。
| 乗降人員推移 | 乗降人員推移 |
| 年度         | 1日平均人数  |
| ------------ | ------------ |
| 2011年       | 100          |
| 2012年       | 99           |
| 2013年       | 93           |
| 2014年       | 99           |
| 2015年       | 97           |
| 2016年       | 93           |
| 2017年       | 81           |
| 2018年       | 80           |

## 駅周辺
駅の南側には轟地区の集落がある。駅の北側には、国道416号・九頭竜川が線路とほぼ並行している。
- 国道416号
- 九頭竜川

## 隣の駅
えちぜん鉄道
■勝山永平寺線
□快速（上りのみ）
通過
■普通
光明寺駅 (E14) - 轟駅 (E15) - 越前野中駅 (E16)